# Ascenso LPF Apertura 2017
La Liga Nacional de Ascenso Apertura 2017, por motivo de patrocinio Liga Ascenso Cable Onda LPF - Torneo Apertura 2017 es el inicio de la temporada 2017-18 de la segunda división de Panamá. Buscando mayor competencia y que los equipos tengan más posibilidades de obtener puntos se cambió del formato de grupos al de todos contra todos.
Este torneo arrancó el viernes 4 de agosto de 2017 y el campeón fue Costa del Este FC.
En este torneo fueron dado de bajas tres (3) equipos ya que no cumplieron con los documentos necesarios para la reglamentación FIFA exigida por este ente rector del fútbol, así como por la CONCACAF. Estos equipos fueron: Panamá Viejo FC, New York FC y Sport West FC.

## Ascenso y descenso
| Pos | Ascendido a la Liga Cable Onda |
| --- | ------------------------------ |
| 1º  | Club Atlético Independiente    |

| Pos | Descendido de Liga Cable Onda |
| --- | ----------------------------- |
| 10º | SD Atlético Nacional          |

| Pos | Ascendido de Copa Rommel Fernández |
| --- | ---------------------------------- |
| 1º  | San Martín FC                      |

## Equipos participantes
Equipos por Provincia:
| N.º | Provincia          | Equipos |
| --- | ------------------ | --- |
| 6   | Ciudad de Panamá   | Costa del Este, Leones de América, Deportivo Municipal San Miguelito, Rio Abajo, San Martín FC y Atlético Nacional |
| 1   | Panamá Oeste       | Panamá Oeste |
| 1   | Coclé              | Centenario |
| 1   | Colón              | Colón C-3 |
| 1   | Chiriquí           | Atlético Chiriqui                                                                                                  |
| 1   | Herrera Los Santos | Azuero FC |

## Calendario

### Jornadas
| Fecha 1                 | Fecha 1   | Fecha 1           | Fecha 1     | Fecha 1         | Fecha 1    |
| Local                   | Resultado | Visitante         | Fecha       | Estadio         | Hora       |
| ----------------------- | --------- | ----------------- | ----------- | --------------- | ---------- |
| Municipal San Miguelito | 0 - 1     | Rio Abajo         | 4 de agosto | Maracaná        | 6:00 p. m. |
| Costa del Este          | 1 -0      | Atlético Nacional | 4 de agosto | Maracaná        | 9:00 p. m. |
| CD Centenario           | 0 - 1     | Azuero FC         | 5 de agosto | Proyecto Gol    | 3:00 p. m. |
| Atlético Chiriqui       | 1 - 0     | Colón C-3         | 5 de agosto | Bugaba          | 7:00 p. m. |
| Leones de América       | 1 - 1     | San Martín FC     | 6 de agosto | Cascarita Tapia | 5:00 p. m. |

- Libre: SD Panamá Oeste

| Fecha 2        | Fecha 2   | Fecha 2                 | Fecha 2      | Fecha 2         | Fecha 2    |
| Local          | Resultado | Visitante               | Fecha        | Estadio         | Hora       |
| -------------- | --------- | ----------------------- | ------------ | --------------- | ---------- |
| San Martín     | 2 - 2     | Municipal San Miguelito | 11 de agosto | Cascarita Tapia | 6:00 p. m. |
| Azuero FC      | 1 - 2     | Atlético Chiriqui       | 11 de agosto | Los Milagros    | 8:00 p. m. |
| Rio Abajo      | 2 - 2     | CD Centenario           | 11 de agosto | Cascarita Tapia | 9:00 p. m. |
| Colón C-3      | 0 - 2     | Panamá Oeste            | 12 de agosto | Armando Dely    | 6:00 p. m. |
| Costa del Este | 1 - 2     | Leones de América       | 12 de agosto | Maracaná        | 9:00 p. m. |

- Libre: SD Atlético Nacional

| Fecha 3                 | Fecha 3   | Fecha 3           | Fecha 3      | Fecha 3         | Fecha 3    |
| Local                   | Resultado | Visitante         | Fecha        | Estadio         | Hora       |
| ----------------------- | --------- | ----------------- | ------------ | --------------- | ---------- |
| Leones de América       | 3- 2      | Atlético Nacional | 11 de agosto | Muquita Sánchez | 5:00 p. m. |
| Atlético Chiriqui       | 0 - 0     | Rio Abajo FC      | 19 de agosto | Bugaba          | 7:00 p. m. |
| CD Centenario           | 1 - 1     | San Martín        | 19 de agosto | Muquita Sánchez | 8:00 p. m. |
| Panamá Oeste            | 1 - 2     | Azuero FC         | 20 de agosto | Maracaná        | 4:00 p. m. |
| Municipal San Miguelito | 0 - 0     | Costa del Este    | 20 de agosto | Maracaná        | 7:00 p. m. |

- Libre: Colón C-3

| Fecha 4           | Fecha 4   | Fecha 4                 | Fecha 4      | Fecha 4         | Fecha 4    |
| Local             | Resultado | Visitante               | Fecha        | Estadio         | Hora       |
| ----------------- | --------- | ----------------------- | ------------ | --------------- | ---------- |
| Atlético Nacional | 1- 0      | Colón C-3               | 25 de agosto | Maracaná        | 9:00 p. m. |
| Rio Abajo         | 3 - 2     | Panamá Oeste            | 25 de agosto | Cascarita Tapia | 9:00 p. m. |
| Leones de América | 2 - 1     | Municipal San Miguelito | 26 de agosto | Cascarita Tapia | 5:00 p. m. |
| San Martín        | 2 - 0     | Atlético Chiriqui       | 26 de agosto | Cascarita Tapia | 8:00 p. m. |
| Costa del Este    | 1 - 2     | Centenario              | 26 de agosto | Maracaná        | 9:00 p. m. |

- Libre: Azuero FC

| Fecha 5                 | Fecha 5   | Fecha 5           | Fecha 5         | Fecha 5         | Fecha 5    |
| Local                   | Resultado | Visitante         | Fecha           | Estadio         | Hora       |
| ----------------------- | --------- | ----------------- | --------------- | --------------- | ---------- |
| Atlético Chiriqui       | 0 - 1     | Costa del Este    | 2 de septiembre | Bugaba          | 7:00 p. m. |
| Colón C-3               | 3 - 3     | Azuero            | 3 de septiembre | Armando Dely    | 5:00 p. m. |
| Municipal San Miguelito | 0 - 5     | Atlético Nacional | 3 de septiembre | Cascarita Tapia | 5:00 p. m. |
| Panamá Oeste            | 0 - 0     | San Martín        | 3 de septiembre | Muquita Sánchez | 4:00 p. m. |
| Centenario              | 1 - 1     | Leones de América | 3 de septiembre | Muquita Sánchez | 7:00 p. m. |

- Libre: Rio Abajo FC

| Fecha 6                 | Fecha 6   | Fecha 6           | Fecha 6          | Fecha 6         | Fecha 6    |
| Local                   | Resultado | Visitante         | Fecha            | Estadio         | Hora       |
| ----------------------- | --------- | ----------------- | ---------------- | --------------- | ---------- |
| Municipal San Miguelito | 1 - 2     | Centenario        | 8 de septiembre  | Cascarita Tapia | 9:00 p. m. |
| Costa del Este          | 2 - 0     | Panamá Oeste      | 8 de septiembre  | Maracaná        | 9:00 p. m. |
| Rio Abajo               | 1 - 2     | Colón C-3         | 9 de septiembre  | Cascarita Tapia | 5:00 p. m. |
| Leones de América       | 2 - 1     | Atlético Chiriqui | 9 de septiembre  | Cascarita Tapia | 8:00 p. m. |
| Atlético Nacional       | 0 - 1     | Azuero            | 10 de septiembre | Maracaná        | 5:00 p. m. |

- Libre: San Martín FC

| Fecha 7           | Fecha 7   | Fecha 7                 | Fecha 7          | Fecha 7      | Fecha 7    |
| Local             | Resultado | Visitante               | Fecha            | Estadio      | Hora       |
| ----------------- | --------- | ----------------------- | ---------------- | ------------ | ---------- |
| Panamá Oeste      | 0 - 0     | Leones de América       | 15 de septiembre | Maracaná     | 7:00 p. m. |
| Azuero            | 2 - 2     | Rio Abajo               | 15 de septiembre | Los Milagros | 8:00 p. m. |
| Colón C-3         | 0 - 0     | San Martín              | 16 de septiembre | Armando Dely | 6:00 p. m. |
| Atlético Chiriqui | 0 - 0     | Municipal San Miguelito | 16 de septiembre | Bugaba       | 8:00 p. m. |
| Centenario        | 3 - 3     | Atlético Nacional       | 16 de septiembre | Maracaná     | 9:00 p. m. |

- Libre: Costa del Este FC

| Fecha 8                 | Fecha 8   | Fecha 8           | Fecha 8          | Fecha 8         | Fecha 8    |
| Local                   | Resultado | Visitante         | Fecha            | Estadio         | Hora       |
| ----------------------- | --------- | ----------------- | ---------------- | --------------- | ---------- |
| Atlético Nacional       | 2 - 1     | Rio Abajo         | 22 de septiembre | Maracaná        | 6:00 p. m. |
| Municipal San Miguelito | 0 - 4     | Panamá Oeste      | 22 de septiembre | Cascarita Tapia | 6:00 p. m. |
| San Martín              | 3 - 1     | Azuero            | 22 de septiembre | Cascarita Tapia | 9:00 p. m. |
| Costa del Este          | 3 - 0     | Colón C3          | 22 de septiembre | Maracaná        | 9:00 p. m. |
| Centenario              | 3 - 0     | Atlético Chiriqui | 23 de septiembre | Muquita Sánchez | 5:00 p. m. |

- Libre: Leones de América

| Fecha 9           | Fecha 9   | Fecha 9           | Fecha 9          | Fecha 9         | Fecha 9    |
| Local             | Resultado | Visitante         | Fecha            | Estadio         | Hora       |
| ----------------- | --------- | ----------------- | ---------------- | --------------- | ---------- |
| Panamá Oeste      | 3 - 0     | Centenario        | 29 de septiembre | Maracaná        | 7:00 p. m. |
| Rio Abajo         | 1 - 0     | San Martín        | 29 de septiembre | Cascarita Tapia | 7:00 p. m. |
| Colón C-3         | 1 - 2     | Leones de América | 30 de septiembre | Armando Dely    | 6:00 p. m. |
| Azuero            | 1 - 0     | Costa del Este    | 30 de septiembre | Los Milagros    | 7:00 p. m. |
| Atlético Chiriqui | 2 - 2     | Atlético Nacional | 30 de septiembre | Bugaba          | 7:00 p. m. |

- Libre: Municipal San Miguelito

| Fecha 10                | Fecha 10  | Fecha 10     | Fecha 10     | Fecha 10 | Fecha 10   |
| Local                   | Resultado | Visitante    | Fecha        | Estadio  | Hora       |
| ----------------------- | --------- | ------------ | ------------ | -------- | ---------- |
| Costa del Este          | 0 - 0     | Rio Abajo    | 7 de octubre | Maracaná | 5:00 p. m. |
| Atlético Nacional       | 2 - 1     | San Martín   | 7 de octubre | Maracaná | 8:00 p. m. |
| Atlético Chiriqui       | 1 - 0     | Panamá Oeste | 7 de octubre | Bugaba   | 8:00 p. m. |
| Leones de América       | 1 - 0     | Azuero       | 8 de octubre | Maracaná | 4:00 p. m. |
| Municipal San Miguelito | 1 - 0     | Colón C-3    | 8 de octubre | Maracaná | 7:00 p. m. |

- Libre: CD Centenario

| Fecha 11     | Fecha 11  | Fecha 11                | Fecha 11      | Fecha 11        | Fecha 11   |
| Local        | Resultado | Visitante               | Fecha         | Estadio         | Hora       |
| ------------ | --------- | ----------------------- | ------------- | --------------- | ---------- |
| Panamá Oeste | 2 - 1     | Atlético Nacional       | 15 de octubre | Muquita Sánchez | 4:00 p. m. |
| Colón C-3    | 0 - 0     | Centenario              | 15 de octubre | Armando Dely    | 4:00 p. m. |
| Azuero       | 2 - 1     | Municipal San Miguelito | 15 de octubre | Los Milagros    | 4:00 p. m. |
| San Martín   | 1 - 1     | Costa del Este          | 15 de octubre | Cascarita Tapia | 4:00 p. m. |
| Rio Abajo    | 2 - 2     | Leones de América       | 15 de octubre | Cascarita Tapia | 7:00 p. m. |

- Libre: Atlético Chiriqui

## Tabla general
|     | Equipos           | PJ | G | E | P | GF | GC | Dif. | Pts. |
| --- | ----------------- | -- | - | - | - | -- | -- | ---- | ---- |
| 1.  | Leones de América | 10 | 6 | 4 | 0 | 17 | 11 | 6    | 22   |
| 2.  | Azuero FC         | 10 | 5 | 2 | 3 | 14 | 13 | 1    | 17   |
| 3.  | Costa del Este    | 10 | 4 | 3 | 3 | 10 | 6  | 4    | 15   |
| 4.  | Panamá Oeste      | 10 | 4 | 2 | 4 | 15 | 10 | 5    | 14   |
| 5.  | Atlético Nacional | 10 | 4 | 2 | 4 | 18 | 14 | 4    | 14   |
| 6.  | Rio Abajo         | 10 | 3 | 5 | 2 | 13 | 12 | 1    | 14   |
| 7.  | Centenario        | 10 | 3 | 5 | 2 | 15 | 14 | 4    | 14   |
| 8.  | San Martín        | 10 | 2 | 6 | 2 | 12 | 10 | 2    | 12   |
| 9.  | Atlético Chiriqui | 10 | 3 | 3 | 4 | 7  | 11 | -4   | 12   |
| 10. | Colón C-3         | 10 | 1 | 3 | 6 | 5  | 14 | -8   | 6    |
| 11. | Municipal SM      | 10 | 1 | 3 | 6 | 6  | 18 | -12  | 6    |

- En Negrita los equipos clasificados.